# Cleômenes II
Cleômenes II (português brasileiro) ou Cleómenes II (português europeu) (387 a.C. — 309 a.C.) foi rei da cidade grega de Esparta de 370 a.C. até 309 a.C., ano da sua morte, pertenceu à Dinastia Ágida.
Cleômenes era filho de Cleômbroto I, e tornou-se rei após a morte do seu irmão Agesípolis II, que reinou por apenas um ano. Diodoro Sículo menciona dois valores para a duração do seu reinado: trinta e quatro anos ou sessenta anos e dez meses.
Ele teve dois filhos, Acrótato e Cleônimo. Nenhum dos seus filhos o sucedeu: Acrótato morreu antes dele, e seu sucessor foi seu neto Areu I, filho de Acrótato.